# Fuerte Esperanza
Pour les articles homonymes, voir Esperanza.
Fuerte Esperanza est une localité argentine située dans la province du Chaco et dans le département de General Güemes.